# La Terre éphémère
Pour plus de détails, voir Fiche technique et Distribution.
La Terre éphémère (en géorgien : სიმინდის კუნძული, Simindis kundzuli) est un film géorgien réalisé par George Ovashvili, sorti en 2014.
Le film est sélectionné pour représenter la Géorgie à l'Oscar du meilleur film en langue étrangère aux Oscars du cinéma 2015, ce qui lui vaut de figurer dans la « short-list » (neuf films présélectionnés) mais pas dans les cinq finalistes.

## Synopsis
Après la décrue printanière, sur la rivière Inguri à la frontière de l'Abkhazie et de la Géorgie, de toutes petites îles se forment. Un vieil homme, paysan, arrive en barque et décide de la « peupler ». Mais la situation géopolitique est dangereuse, avec le conflit à la frontière et des hommes armés des deux camps qui rôdent régulièrement.

## Fiche technique
- Titre : La Terre éphémère
- Titre original : სიმინდის კუნძული / Simindis kundzuli
- Titre international : Corn Island
- Réalisation : George Ovashvili
- Scénario : George Ovashvili, Roelof-Jan Minneboo et Nugzar Shataidze
- Musique : Iosif Bardanashvili
- Directeur de la photographie : Elemér Ragalyi
- Production : Marc Ruscart
- Pays d'origine : Géorgie, coproduit avec Allemagne, France, République tchèque, Kazakhstan et Hongrie
- Langues originales : géorgien, abkhaze et russe
- Genre : Drame
- Format : Couleur
- Durée : 100 minutes
- Dates de sortie :
  -  Géorgie : 17 septembre 2014
  -  France : 24 décembre 2014

## Distribution
- İlyas Salman : le vieil homme
- Mariam Buturishvili : la fille
- Irakli Samushia : le soldat géorgien
- Tamer Levent : l'officier abkhaze

## Distinctions

### Récompenses
- Festival international du film de Karlovy Vary 2014 : Globe de Cristal
- Festival International du Film de Pau 2014 : prix du jury jeune
- 36e CINEMED (Montpellier) 2014 : Antigone d'or, Prix de la critique, Prix du public